# Кальмиусский район (Мариуполь)
Кальмиусский район Мариуполя (до 3 марта 2016 года — Ильичёвский) — крупнейшая по площади внутригородская административно-территориальна единица Мариуполя. Расположен на севере города, на территории района находятся крупнейшие промышленные (чёрная металлургия, машиностроение) предприятия Мариуполя.
Население района — 118 064 (2015)

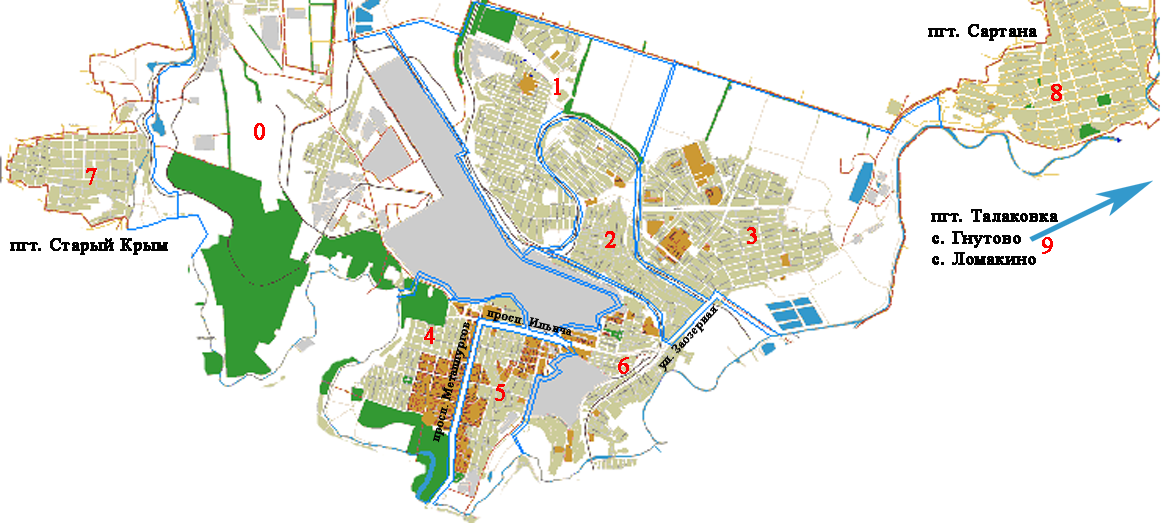
Карта района

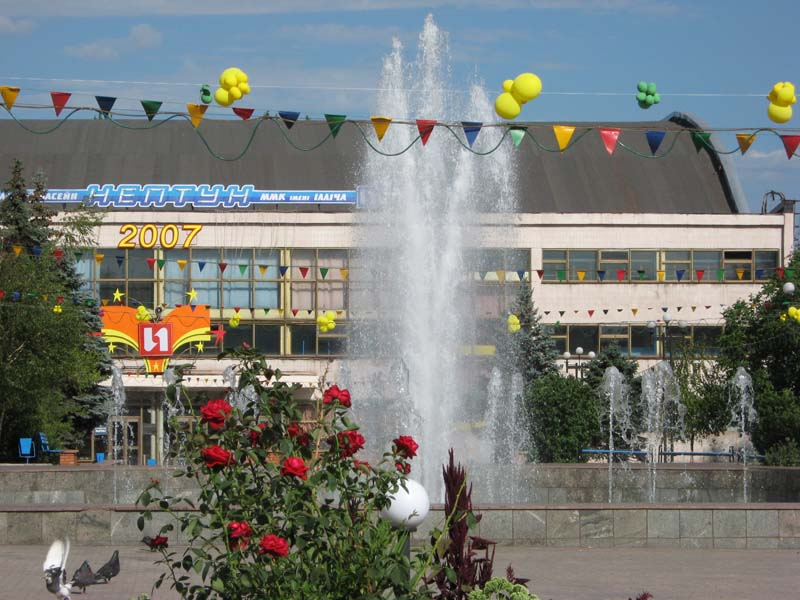
Плавбассейн «Нептун» на пл. Независимости

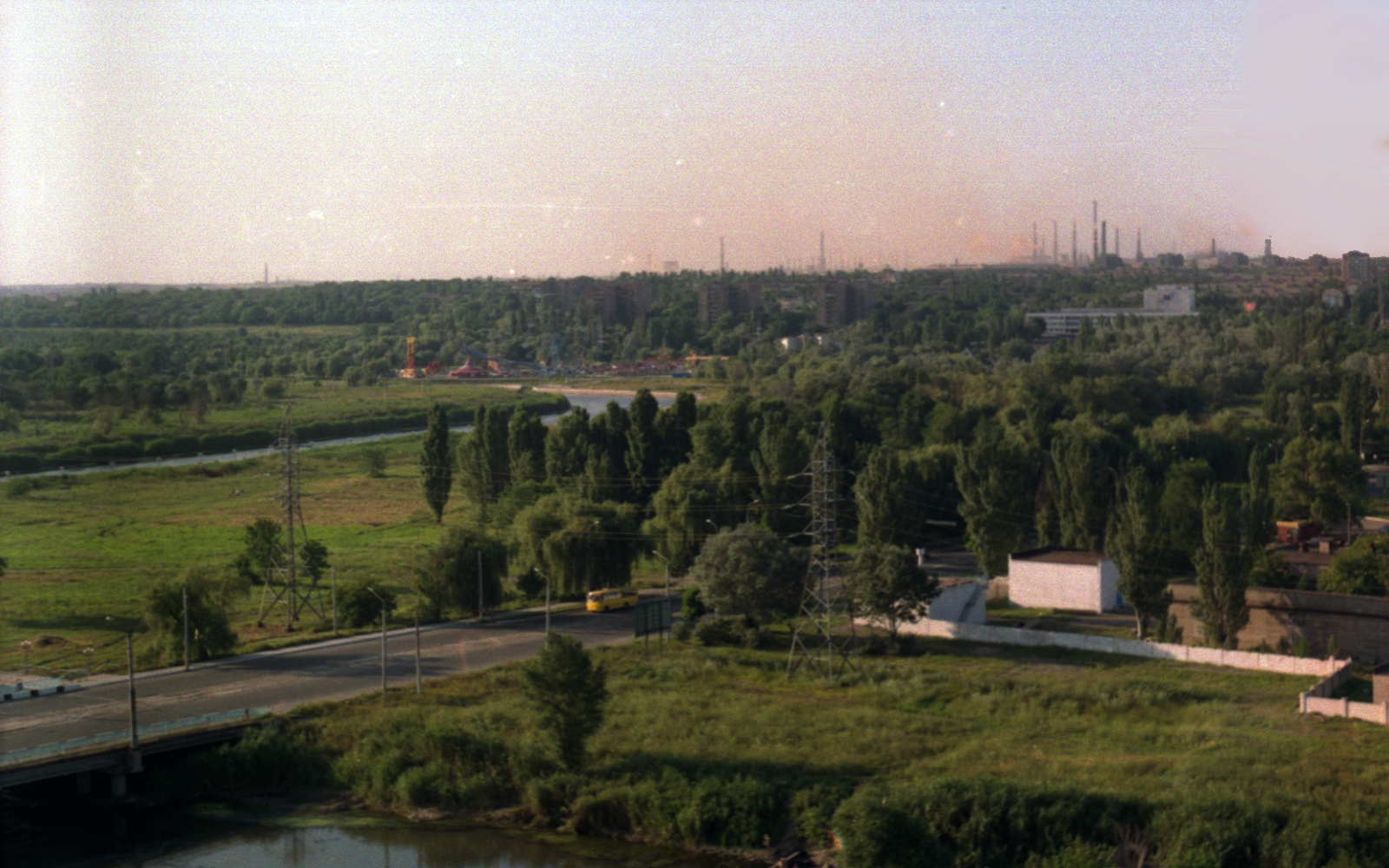
въезд в район с центра города

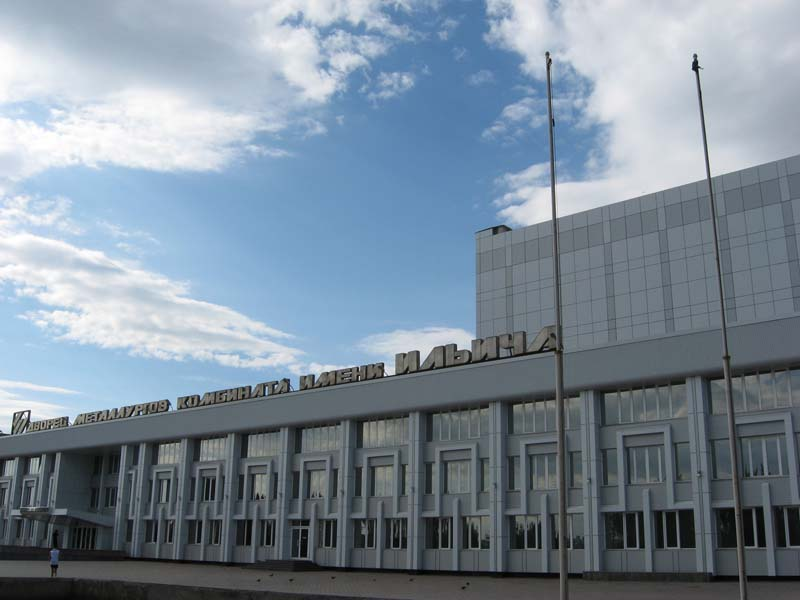
Дворец культуры Металлургов на ул. Покрышкина

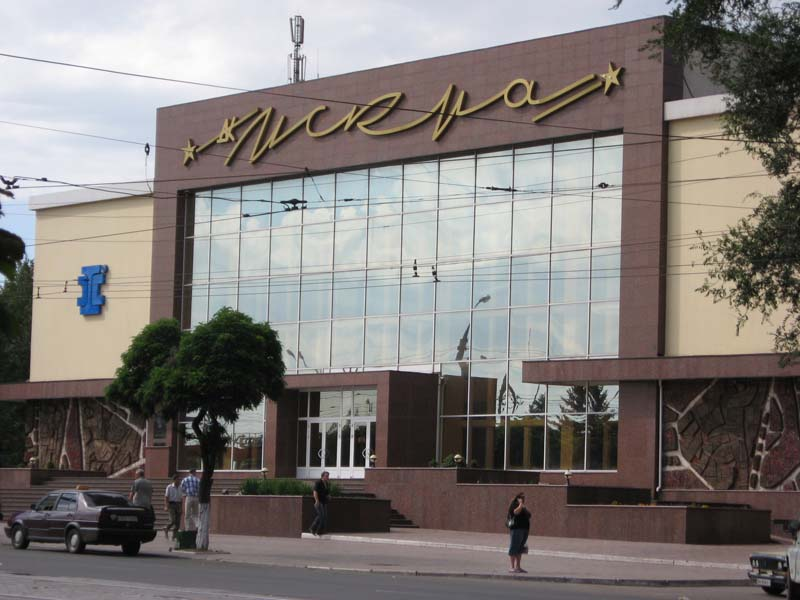
Дворец культуры «Искра» на Никопольском просп.

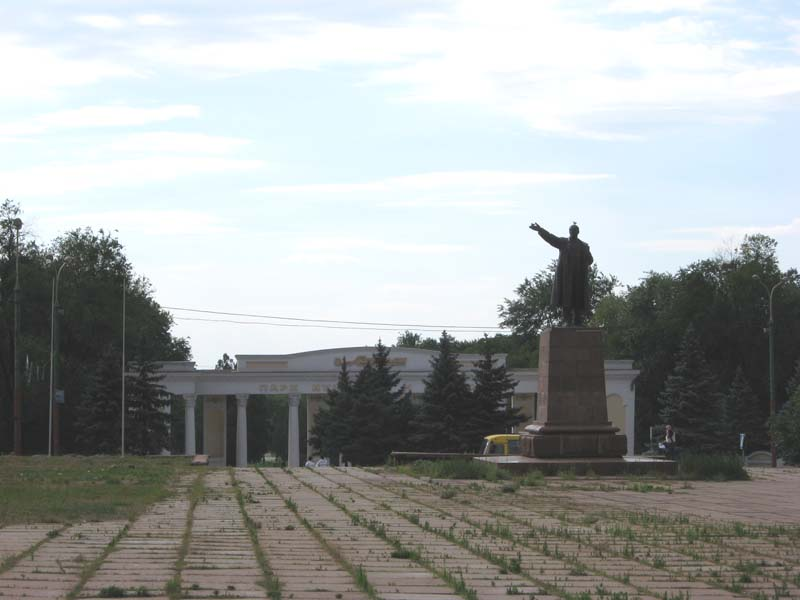
Зоологический Парк

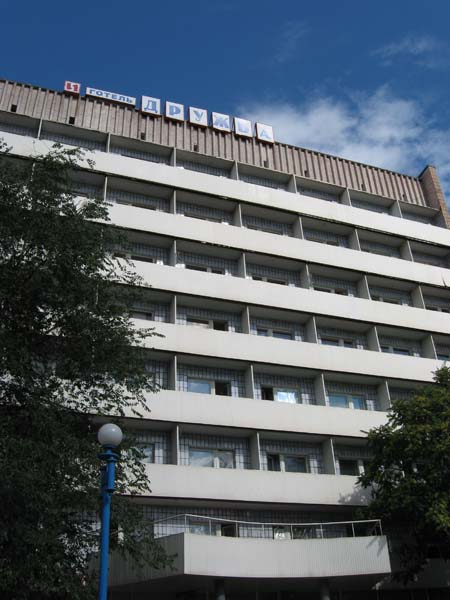
Отель «Дружба» на просп. Металлургов

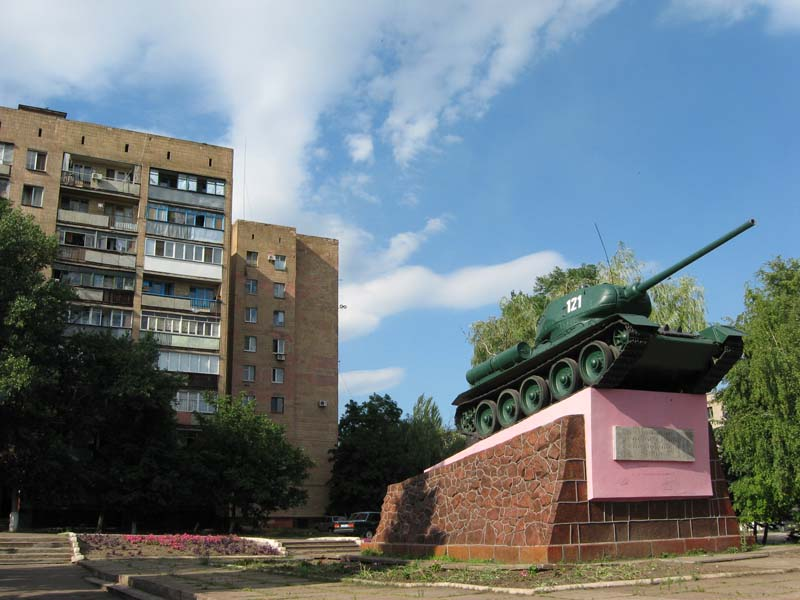
Памятник танку Т-34 на ул. Карпинского

аллея фонтанов и ДК Металлургов в парке им. Гурова

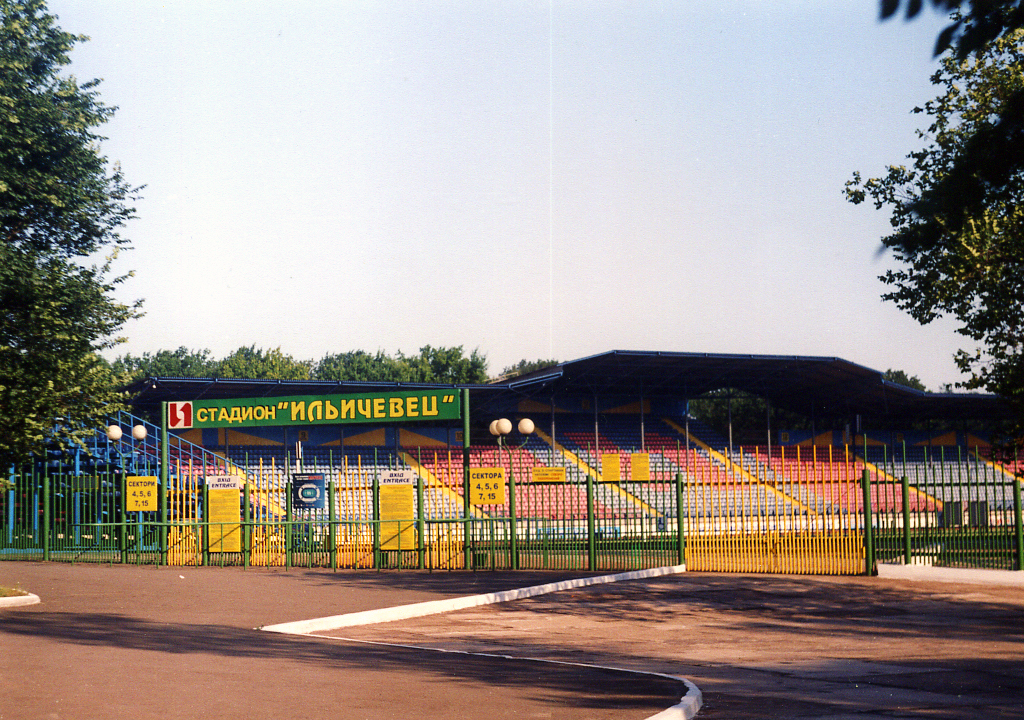
Стадион «Ильичёвец»

Площадь района — 138,729 км² или 56,9 % от всей городской площади
Административно подчинены:
- пгт Сартана
- пгт Старый Крым
- пгт Талаковка
- с. Гнутово
- с. Ломакино

## История
- Организовался из рабочих посёлков вокруг современного Мариупольского металлургического комбината имени Ильича в 1920-х годах, центром которого до конца 1920-х годов был посёлок при заводах «А» и «Б» имени Ильича (позже — пос. Завода им. Ильича).
- 1 июля 1927 года постановлением центральной административно-территориальной комиссии посёлок городского типа «А» и «Б» имени Ильича включён в городскую черту города Мариуполя.
- 27 июня 1940 года, указом Президиума Верховного Совета УССР, в городе Мариуполе утверждён существующий (с 1937 года ?) Ильичёвский райисполком и создан (возобновлён) Ильичёвский район.[3]
- 3 марта 2016 года, Решением городского совета, Ильичёвский район переименован в Кальмиусский[1].
- После российского вторжения на Украину район оккупирован Россией

## Достопримечательности
- Стадион «Ильичёвец» (ПКиО),
- Спорткомплекс «Азовмаш» (спортивно-борцовский клуб «Геликон»),
- Плавательный бассейн «Нептун» (ул. Академика Амосова, 2а),
- «Экстрим-парк»,
- ПКиО,
- Лугопарк имени Гурова,
- Гостиница «Дружба» (просп. Металлургов, 211),
- ДК Металлургов (просп. Металлургов, 150),
- ДК «Искра» (Никопольский просп., 145),
- Церкви: пророка Ильи, священномученика Варлампия, великомученика Георгия, Рождества Богородицы

## Жилые массивы
- 5-й микрорайон
- Аэродром (старый — от ул. Карпинского и вглубь кварталов и новый — от ул. Карпинского и до просп. Металлургов)
- Садки
- «Поворот» (район возле пересечения проспектов «В. С. Бойко» и «Металлургов», с юга и юго-запада ограниченный «Аэродромом»)
- «Украина» (пространство между ЖД-полотном, 232 кварталом, и пос. «Волонтёровка»)
- 232-й квартал («Пентагон»)
- микрорайон «Курчатова» или 13-й микрорайон («ЦРУ», «цирик»)
- пос. Волонтеровка
- пос. Гуглино
- пос. Ново-броневый
- пос. Горького
- пос. Азов-Кольцо
- пос. Мирный
- совхоз Зирка
- Каменск

## Основные автомагистрали
- проспект Металлургов
- проспект Никопольский (бывший пр. Ильича)
- улица Мамина-Сибиряка
- улица Карпинского
- улица Металлургическая
- улица Заозёрная
- улица Макара Мазая
- Донецкое шоссе
- улица Покрышкина
- улица Новосибирская
- улица Брестская

## Промышленные предприятия
- Металлургический комбинат,
- Концерн «Азовмаш»
- Мариупольский судостроительный завод «Плаз»
- Хлебозавод
- Хладокомбинат
- Мясокомбинаты: «Гермар», металлургического комбината
- Коллективное предприятие «Фирма „Азовстройматериалы“» (Шлакоблочный завод)

## Городской транспорт
- троллейбусы: маршруты №: 12, 13 (см. ст. Мариупольский троллейбус)
- трамваи: маршруты №: 1, 7, 9, 10, 11, 13, 14 (см. ст. Мариупольский трамвай)
- автобусы, маршрутные такси №: 25, 51, 52, 53, 54, 65, 100, 108, 114, 118, 123, 126, 132, 136, 145, 146, 156, 218 (см. Мариупольский автобус)

## Железнодорожные станции и остановки
- остановочный пункт Заводская площадка;
- остановочный пункт 1256 км (Пятые ворота);
- станция Сартана;
- остановочный пункт 1253 км (стан «3000»).